# Münsa
Münsa ist ein Ortsteil von Nobitz im Landkreis Altenburger Land in Thüringen.

## Lage
Das Dorf liegt nördlich von Nobitz und östlich von Altenburg verkehrsmäßig sehr günstig an den Bundesstraßen 7, 93 und 180 in der Pleißenaue. Die Gemarkung befindet sich zudem im Lösshügelland um Altenburg und in der auslaufenden Leipziger Tieflandsbucht.

## Geschichte

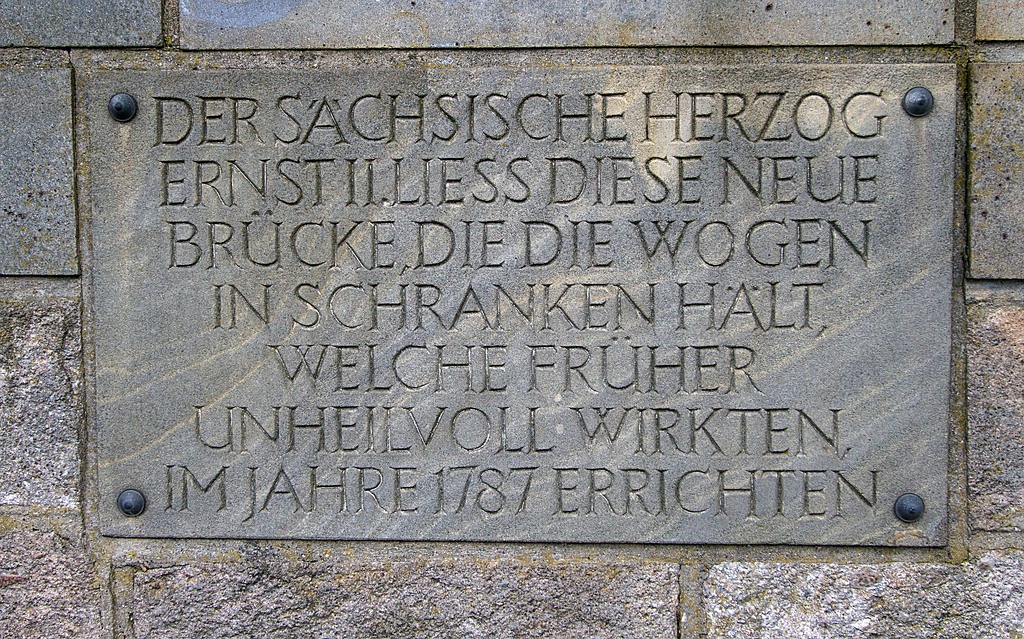
Schrifttafel auf der Pleiße-Brücke

Münsa wurde erstmals urkundlich zwischen 1181 und 1214 erwähnt. Damals existierten eine Mühle, sieben Bauernhöfe und ein Rittergut.
Im 13. Jahrhundert hatte die Flügelsberger Nebenlinie der Burggrafen von Altenburg Besitz im Ort, den sie 1278 an den Deutschen Orden zu Altenburg vermachten. Später gehörte der Ort zum wettinischen Amt Altenburg, welches ab dem 16. Jahrhundert aufgrund mehrerer Teilungen im Lauf seines Bestehens unter der Hoheit folgender Ernestinischer Herzogtümer stand: Herzogtum Sachsen (1554 bis 1572), Herzogtum Sachsen-Weimar (1572 bis 1603), Herzogtum Sachsen-Altenburg (1603 bis 1672), Herzogtum Sachsen-Gotha-Altenburg (1672 bis 1826). Von 1681 bis 1816 wurde auf der Pleiße Holz geflößt und in Klausa verkauft. 1787 erfolgte der Bau einer Steinbrücke über die Pleiße.
Bei der Neuordnung der ernestinischen Herzogtümer im Jahr 1826 kam der Ort wiederum zum Herzogtum Sachsen-Altenburg. Nach der Verwaltungsreform im Herzogtum gehörte Münsa bezüglich der Verwaltung zum Ostkreis (bis 1900) bzw. zum Landratsamt Altenburg (ab 1900). Das Dorf gehörte ab 1918 zum Freistaat Sachsen-Altenburg, der 1920 im Land Thüringen aufging.
Am 1. Juli 1950 erfolgte die Eingemeindung in die Gemeinde Nobitz. Bei der zweiten Kreisreform in der DDR wurden 1952 die bestehenden Länder aufgelöst und die Landkreise neu zugeschnitten. Somit kam Münsa als Ortsteil von Nobitz mit dem Kreis Altenburg an den Bezirk Leipzig, der seit 1990 als Landkreis Altenburg zu Thüringen gehörte und 1994 im Landkreis Altenburger Land aufging. Heute ist der Ort eine stadtnahe Siedlung.